# Cumberland County, Illinois
Cumberland County är ett administrativt område i delstaten Illinois, USA, med 11 048 invånare. Den administrativa huvudorten (county seat) är Toledo. 

## Geografi
Enligt United States Census Bureau har countyt en total area på 899 km². 1896 km² av den arean är land och 3 km² är vatten.

### Angränsande countyn
- Coles County - nord
- Clark County - öst
- Jasper County - syd
- Effingham County - sydväst
- Shelby County - väst